# Albertshofen
Albertshofen is een gemeente in de Duitse deelstaat Beieren, en maakt deel uit van het Landkreis Kitzingen.
Albertshofen telt 2.299 inwoners.

## Geschiedenis
Albertshofen werd voor het eerst vermeld in een document in 1317 als een leengoed dat door Gottfried von Hohenlohe werd toegekend aan Otto Fuchs en zijn broer Konrad.
De dorp was vroeger ondergeschikt aan twee heerlijkheden. Het kleinere lager beneden dorp behoorde tot het ziekenhuis van Kitzingen . De heren van het grotere boven dorp waren tot 1592 de respectievelijke kasteelheren van Mainsondheim.
Sinds het midden van de 19e eeuw ontwikkelde het dorp zich van een wijnbouwgebied tot een fruitteeltgebied. In het heden ontwikkeld het dorp zich tot een centrum van Beierse groenteteelt.
Abtswind ·
Albertshofen ·
Biebelried ·
Buchbrunn ·
Castell ·
Dettelbach ·
Geiselwind ·
Großlangheim ·
Iphofen ·
Kitzingen ·
Kleinlangheim ·
Mainbernheim ·
Mainstockheim ·
Markt Einersheim ·
Marktbreit ·
Marktsteft ·
Martinsheim ·
Nordheim am Main ·
Obernbreit ·
Prichsenstadt ·
Rödelsee ·
Rüdenhausen ·
Schwarzach am Main ·
Segnitz ·
Seinsheim ·
Sommerach ·
Sulzfeld am Main ·
Volkach ·
Wiesenbronn ·
Wiesentheid ·
Willanzheim